# Xu Demei
Xu Demei (provincie Zhejiang, 23 mei 1967) is een voormalige Chinese speerwerpster. Ze werd wereldkampioene, Aziatische kampioene en meervoudig nationaal kampioene op dit onderdeel.
Na zilver op de Aziatische kampioenschappen van 1989 en de Aziatische Spelen van 1990 won Xu Demei het onderdeel speerwerpen op de Aziatische kampioenschappen van 1991.
Haar grootste prestatie behaalde ze in 1991 door op het WK in Tokio door het goud te winnen. Met haar eerste en beste poging van 68,78 m werd ze wereldkampioene. De Duitse wereldrecordhoudster Petra Meier kwam met 68,68 m zeer dichtbij, maar kon hiermee Xu Demei niet verslaan. Het brons werd gewonnen door de Duitse Silke Renk die tot 66,80 m kwam. Precies een week eerder had Huang Zhihong bij het kogelstoten het eerste werpnummer voor China op een WK gewonnen.
Op de Olympische Spelen van 1992 in Barcelona wist Xu Demei zich met 59,98 m en een 14e plaats in de kwalificatieronde niet te plaatsen voor de finale.

## Titels
- Wereldkampioene speerwerpen - 1991
- Aziatische kampioene speerwerpen - 1990
- Chinees kampioene speerwerpen - 1990, 1991

## Persoonlijk record
| Onderdeel               | Prestatie | Datum            | Plaats |
| ----------------------- | --------- | ---------------- | ------ |
| speerwerpen (oud model) | 68,78 m   | 1 september 1991 | Tokio  |

## Palmares

### Speerwerpen
- 1989:  Aziatische kampioenschappen - 57,32 m
- 1990:  Aziatische Spelen - 61,92 m
- 1991:  Aziatische kampioenschappen - 59,84 m
- 1991:  WK - 68,78 m